# Larry Mullen, Jr.

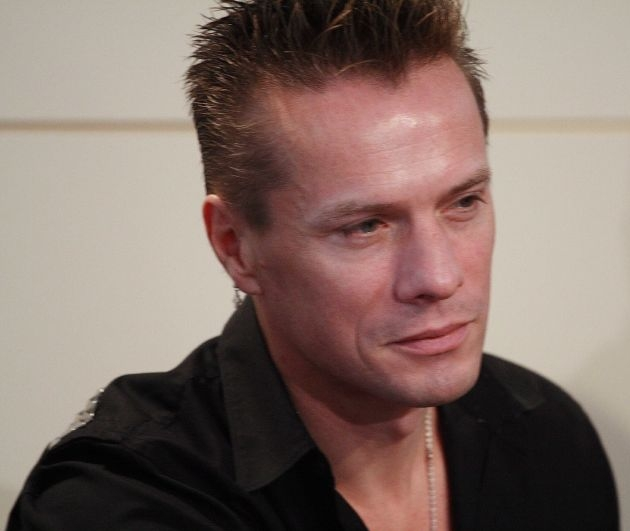
Larry Mullen, Jr., 2006

Lawrence Joseph „Larry“ Mullen, Jr. (* 31. Oktober 1961 in Dublin) ist ein irischer Musiker und Schlagzeuger der Band U2.

## Leben
Larry Mullen wuchs mit seinen beiden Schwestern in dem Dubliner Vorort Artane auf. Die jüngere starb im Alter von neun Jahren. Mullens Mutter kam 1978 bei einem Autounfall ums Leben.
Mullen ist mit seiner Jugendliebe Ann Acheson liiert. Mit ihr hat er drei Kinder und lebt mit seiner Familie in Howth in der Nähe Dublins. Er ist bekannt für seine Liebe zu Elvis Presleys Musik und zu Motorrädern der Marke Harley-Davidson. So unterstützte er als begeisterter Motorradfahrer eine Werbekampagne der irischen Verkehrsbehörde für mehr Sicherheit beim Motorradfahren. Mullen ist zudem großer Fan der irischen Fußballnationalmannschaft, für die er 1990 den Song Put 'em under pressure schrieb.
Im Dezember 2022 erklärte Larry Mullen Jr., aus gesundheitlichen Gründen vorübergehend nicht Schlagzeug spielen zu können. Seine Vertretung bei Konzerten von U2 übernahm daraufhin Bram van den Berg.

## Musik
Mullens Eltern waren der Meinung, dass es gut für ihren Sohn sei, wenn er ein Instrument erlerne. So bekam Mullen ab einem Alter von acht Jahren Klavierunterricht. 1971 begann er, Schlagzeug zu spielen. Mullen schloss sich der Marching Band Artane Boys Band und der Band des General Post Office an. Geprägt durch die dort vorherrschende militärische Spielweise entwickelte Mullen einen Stil, der bis heute für die Musik von U2 charakteristisch ist.
1976 suchte Mullen über einen Aushang am schwarzen Brett der Mount Temple School in Dublin andere Musiker für die Gründung einer eigenen Band. Es fanden sich einige Jugendliche in Mullens Küche ein, die alle Interesse daran hatten, in dieser Band zu spielen. Schließlich fand Mullen vier Leute: Paul David Hewson (Bono), David Howell Evans (The Edge), Adam Clayton und Dik Evans (Edges älteren Bruder). Am ersten Tag wurde die Band The Larry Mullen Band genannt; schon bei der nächsten Probe wurde die Band in Feedback umbenannt.
1978 stieg Dik Evans aus Mullens Band aus und wechselte in die Dubliner Band Virgin Prunes. Von da an nannte sich die Band The Hype – U2 entstand; den Namen U2 bekamen sie 1979 bei einer Demo-Session.
Mullen hat schon mit vielen bekannten Künstlern zusammengearbeitet, wie B. B. King, Daniel Lanois, Nanci Griffith, R.E.M. und Johnny Cash. 1996 hat er, zusammen mit Adam Clayton, das Hauptthema zum Film Mission: Impossible neu bearbeitet. Dafür wurden sie mehrfach ausgezeichnet. 2016 listete ihn der Rolling Stone auf Rang 96 der 100 größten Schlagzeuger aller Zeiten.
Mullen gilt als sehr penibler Mensch. Das U2-Album How to Dismantle an Atomic Bomb wurde erst 2004 fertiggestellt, weil Mullen die Texte nicht passten und sich deshalb die Aufnahmen sehr stark verzögerten.

## Film
Mullen spielt die Rolle eines Bankräubers in seinem Filmdebüt Man on the Train zusammen mit Donald Sutherland. Der Film entstand im kanadischen Orangeville, Ontario und kam 2011 in die Kinos.